# Navie
Navie, ou Mademoiselle Navie, pseudonyme de Virginie Mosser, est une écrivaine, animatrice d'émissions télévisées et de podcasts et scénariste française de bande dessinée, née le 7 septembre 1982 à Paris.

## Biographie

### Carrière professionnelle

#### Guides et jeux
En 2011, elle est contactée par les éditions Hachette Marabout pour écrire un premier ouvrage de leur collection « Les paresseuses ». Elle rédige Le Cahier sexo des paresseuses, illustré par Soledad Bravi (éd. Marabout). Elle quitte alors son emploi de rédactrice chez BBDO pour se consacrer à l'écriture. En parallèle de son blog, et de la presse écrite, elle écrit entre 2012 et 2018 une dizaine d'ouvrages pour les éditions First, J'ai Lu, Flammarion ou Hachette.
Entre 2013 et 2019, elle conçoit plusieurs boîtes de jeux dont « trivial pursuit des geeks »: La boîte à culture Geek, un quiz qui, en six thèmes, teste la culture geek des interlocuteurs et qui connait un très grand succès.

#### Romans graphiques
En 2016, sous le pseudo Mademoiselle Navie le scénario de Devenir papa dans la collection Pour les nuls, en BD (Delcourt),.
S'associant ensuite à Carole Maurel (dessin), Navie livre le scénario original de la bande dessinée Collaboration horizontale (Delcourt, 2017), qui porte sur une Française amoureuse d'un soldat Allemand à Paris sous l'Occupation.
Navie est atteinte d'obésité morbide  et souffre de trouble des conduites alimentaires ; ces troubles l'inspirent à adopter une attitude plus bienveillante et décomplexée envers son corps. Navie a exercé comme mannequin grande taille et tient de cette époque un discours militant sur l'acceptation de soi. À partir de son expérience, elle livre le scénario autobiographique de Moi en double, dessiné par Audrey Lainé (Delcourt, 2018). Le titre fait allusion à une nutritionniste s'adressant ainsi au personnage principal : « Vous portez sur vos épaules le poids moyen d'une femme de votre âge », ce qui s'exprime par la fatigue lors d'actes quotidiens comme monter des escaliers. Moi en double recevra le prix de L'Échappée littéraire en 2018.

## Ouvrages

### Bandes dessinées
- Mademoiselle Navie (scénario) et Sophie Ruffieux (dessin et couleurs), Devenir papa pour les nuls en BD, Delcourt, 2016, 94 p. (ISBN 978-2-7540-8533-5, BNF 45054349)
- Navie (scénario) et Carole Maurel (dessin et couleurs), Collaboration horizontale, Delcourt, 2017, 140 p. (ISBN 978-2-7560-6571-7, BNF 45199937)
- Navie (scénario) et Audrey Lainé (dessin), Moi en double, Delcourt, 2018, 144 p. (ISBN 978-2-413-00200-0, BNF 45584002)

### Autres
- Le cahier sexo des paresseuses, avec Soledad Bravi, éd. Marabout, coll. Les Cahiers des paresseuses, 2011  (ISBN 978-2-501-07007-2) (BNF 42460754)
- Le kama-sutra est un jeu, éd. Librio, coll. Est un jeu, 2012  (ISBN 978-2-290-04747-7) (BNF 42681777)
- Comment ne pas devenir un vieux con, avec Sophie Marie Larrouy, éd. Marabout, 2014  (ISBN 978-2-501-09955-4) (BNF 44243360) ; réédition 2016  (ISBN 978-2-5011-1505-6) (BNF 45160572)
- Geek, dans  Le cahier de vacances pour adultes, éd. Marabout, 2014  (ISBN 978-2-501-09575-4) (BNF 43849421)
- J'aime pas être enceinte !, Marabout, 2014  (ISBN 978-2-501-09289-0) (BNF 43792600)
Réédition 2017 : Touche pas à mon ventre ! Comment survivre à 9 mois de pur bonheur, Marabout  (ISBN 978-2-501-11702-9) (BNF 45238011)
- Supergentil : manuel de bienveillance à l'usage des héros du quotidien, First éditions, 2016  (ISBN 978-2-7540-8358-4) (BNF 45025580)
- BFF, best friend forever : le mode d'emploi pour une amitié éternelle, et sans divorce !, avec Sophie Marie Larrouy, éd. Marabout, 2017  (ISBN 978-2-501-12093-7) (BNF 45386274)
- Mon Cahier sex bomb, avec Soldad Bravi, Marabout, coll. Les paresseuses, 2019  (ISBN 978-2-501-13793-5) (BNF 45692627)

### Documentation
- Navie (interviewée) et Paul Giner, « La faute cachée des femmes tondues », Casemate, no 99,‎ janvier 2017, p. 12-15.
- M. Moubariki, « Collaboration horizontale », sur BD Gest', 23 janvier 2017.
- L. Moeneclaey, « Moi en double », sur BD Gest', 15 octobre 2018.
- Philippe Peter, « Collaboration horizontale : récit d’un amour interdit sous l’Occupation nazie », sur Cases d'histoire, 16 février 2017.
- Camille Lafrance, « Sortir de sa peau », Sud Ouest,‎ 4 novembre 2018 (lire en ligne).
- Gabriel Blaise, « BD : L’amour comme une guerre dans "Collaboration horizontale" », Sud Ouest,‎ 16 mars 2017 (lire en ligne).
- Nicolas Domenech, « Collaboration Horizontale », sur Planète BD, 19 janvier 2017.
- Guillaume Clavières, « Moi en double », sur Planète BD, 6 janvier 2019.
- DT, « Moi en double - Par Navie & Audrey Lainé - Delcourt », sur Actua BD, 22 octobre 2018.
- Fabien Trécourt, « Après l'obésité, comment se reconstruire ? », sur Version Femina, 16 août 2019.
- Cédric Garrofé, « La grossesse est le bon moment pour commencer à être plus égoïste », 20 minutes, 26 mars 2014.
- Ronan Lancelot, « Moi en double : du lourd », DBD, no 126,‎ septembre 2018, p. 66.